# Аландские острова
Ала́ндские острова́ (Ала́нды, швед. Åland — О́ланд, фин. Ahvenanmaa — Ахвенанмаа, дословно — «страна окуня») — архипелаг в Балтийском море на входе в Ботнический залив, автономия в составе Финляндии, населённая аландскими шведами и имеющая особый демилитаризованный и моноязычный статус.
Численность населения архипелага, по данным на 2022 год, составляет 30 344 человек. Единственный город и столица автономной провинции — Мариехамн (население — 11 709 жителей).
Единственный официальный язык — шведский; для 91,2 % населения это — родной язык (в быту используется аландский диалект шведского языка), для 5 % населения родным языком является финский; прочие языки составляют 3,8 %. Большинство верующих — лютеране.
В 2006 году Аландским островам присвоен собственный интернет-домен — .ax.
Официальная валюта — евро.

## Этимология названия
Финское название этих земель буквально означает «страна окуня» (ahven «окунь», maa «земля, страна»). Шведское слово å означает маленькую реку (ср.: Åbo), но учёные считают, что происхождение слова Åland связано с каким-то другим словом, так как на архипелаге почти нет рек. Ларс Хулден (швед. Lars Huldén) предположил, что начало слова Åland происходит от древнескандинавского ahva, что означает то же, что латинское aqua («вода»). Он также не исключает возможности заимствования этой части от финского слова ahven («окунь»), из которого, по законам лингвистики, мог появиться первый звук å.
По другой версии, русское название происходит от швед. Aland, которое, в свою очередь, было взято из нем. Ahwaland — «водная земля». Финская форма (фин. Ahvenanmaa) в таком случае также происходит от исходной немецкой.

## География

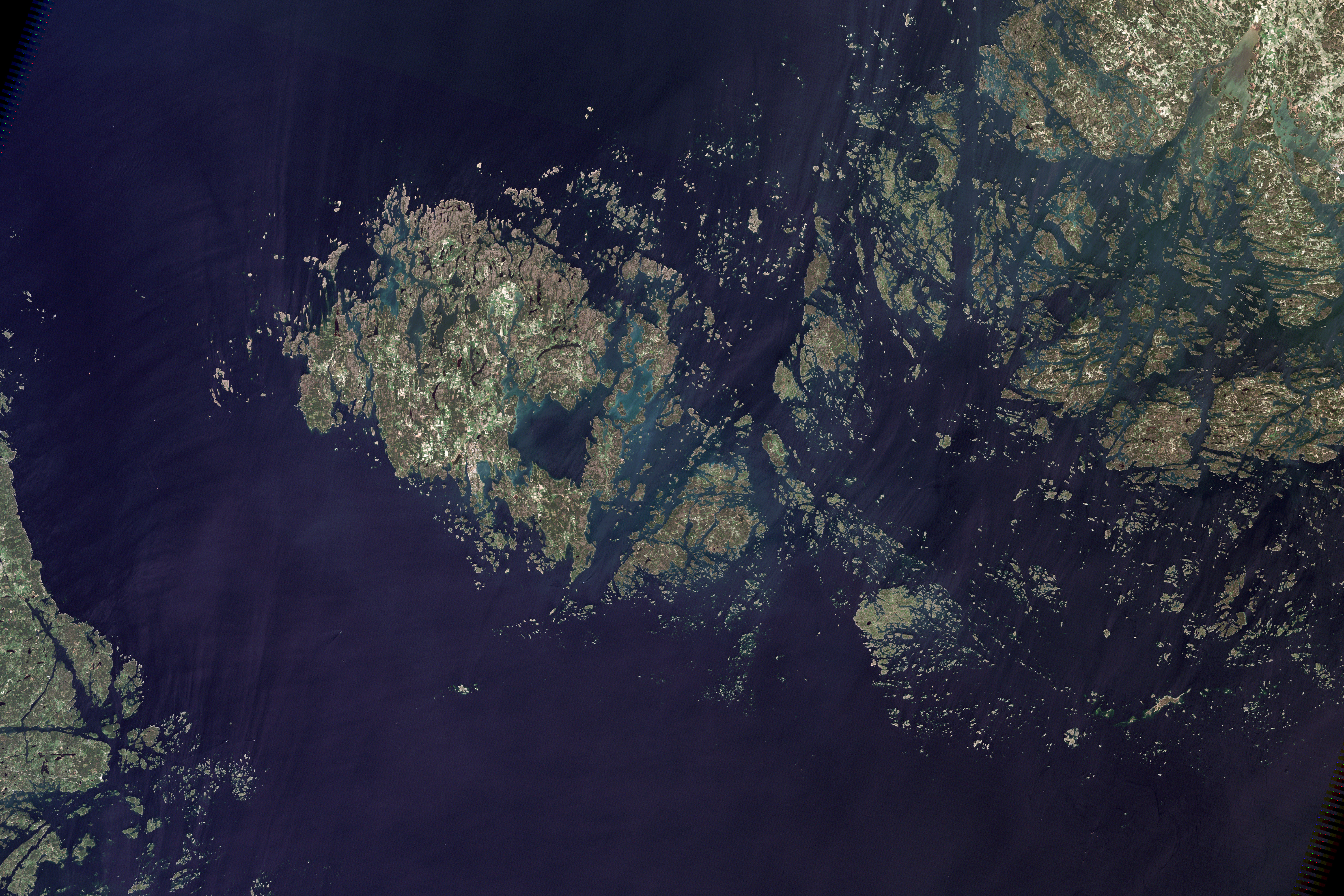
Снимок из космоса

Топографическая карта Аландских островов

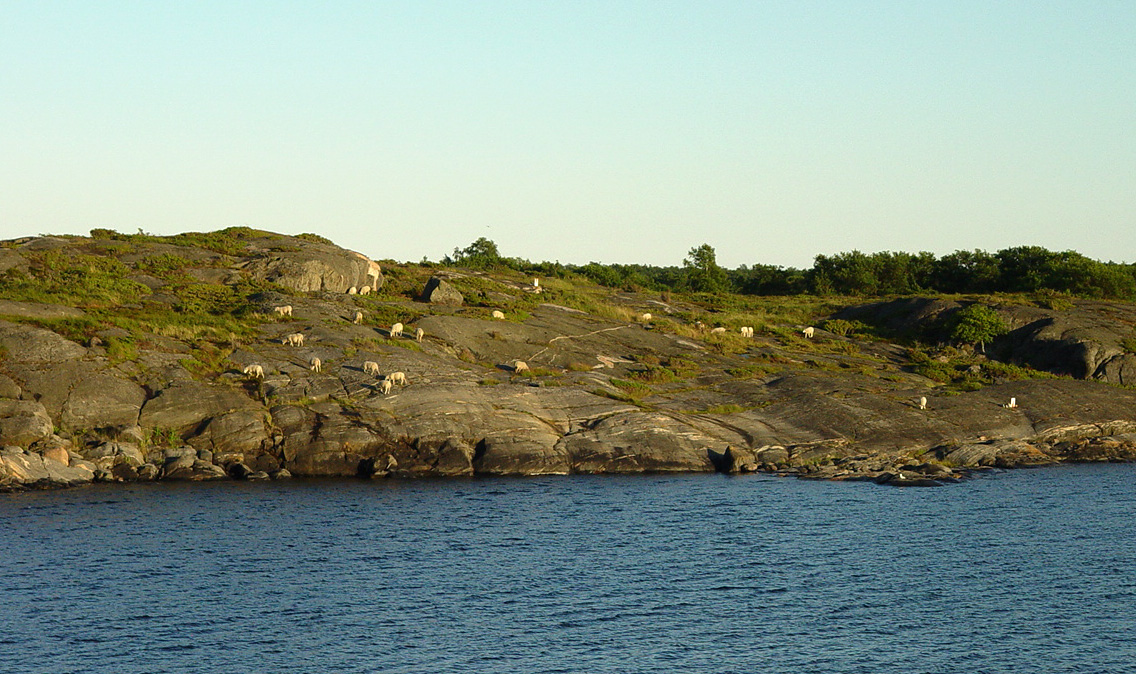
Аландские острова

### Географическое положение
Архипелаг находится на входе в Ботнический залив Балтийского моря. На востоке отделены от материковой Финляндии (провинция Варсинайс-Суоми) изобилующим шхерами Архипелаговым морем, на западе отделён от Швеции (лены Стокгольм и, на крайнем северо-западе, Уппсала) проливом Сёдра-Кваркен. В проливе находится остров Меркет площадью около 3 гектаров, на котором есть сухопутный участок границы между государствами.
Протяжённость архипелага с севера на юг — 130 км. Архипелаг состоит из 6757 островов (из которых 60 обитаемых), являясь самым большим скоплением островов на Земле. Территория — 1552 км², из которых около 27 км² составляют реки и озёра. Самый крупный из островов архипелага — остров Аланд, занимающий площадь 685 км². Самая высокая точка архипелага — холм Оррдальсклинт, высота которого составляет 129 м.
Лесами занято 58,7 % территории.
Некоторые крупные острова архипелага (площадью более 5 км²):
| Название       | Площадь (км²) | Высшая точка (м) | Население (чел) |
| -------------- | ------------- | ---------------- | --------------- |
| Аланд          | 685           | 129              | 21 400          |
| Лемланд        | 92            | 77               | 2 133           |
| Эккерё         | 91            | 36               | 978             |
| Лумпарланд     | 33            | 61               | 397             |
| Вордё          | 29            | 48               | 400             |
| Эстерсокнен    | 23            | 18               |                 |
| Кумлинге       | 23            | 23               | 238             |
| Хуммерсёландет | 17            | 24               | 37              |
| Дегерё         | 14            | 31               |                 |
| Хеллсё         | 12,8          | 22               |                 |
| Энклинге       | 12,2          | 22               | 87              |
| Соннбудаландет | 10,4          | 10               |                 |
| Чёкар          | 10,3          | 30               |                 |
| Сеглинге       | 9,7           | 24               | 46              |
| Соттунга       | 9,3           | 24               |                 |
| Чюркландет     | 6,8           | 18               |                 |

### Часовой пояс
Аланды, как и вся Финляндия, находятся в часовом поясе, обозначаемом по международному стандарту как Eastern European Time (EET/EEST). Смещение относительно Всемирного координированного времени UTC составляет +2:00 (зимнее время) и +3:00 (летнее время).

### Климат
Климат умеренный, прохладный, обладает своими особенностями, являясь одним из самых солнечных регионов среди Северных стран; Аланды могут похвастаться долгой и мягкой осенью, когда нагретое летним солнцем Балтийское море постепенно отдаёт тепло. Весной, однако, воздух прогревается существенно дольше, чем на континенте. Ледостав обычно происходит в середине января, сходит лёд во второй половине апреля или начале мая. Средняя температура января — −4 °С, июля — 15 °С; осадков — 550 мм в год. Флора представлена сосновыми и широколиственными (преимущественно ясеневыми) лесами, кустарниками, лугами. На островах имеется несколько резерватов.

## История
Примерно с конца XII столетия и до 1809 года входили в состав Шведского королевства. Поначалу относились к приходу Линчёпинга, но с начала XIV столетия стали подчиняться епископу Або (Турку). С XIV столетия по 1634 год являлись обособленным Кастельхомским леном с центром в замке Кастельхольм, затем вошли в состав Або-Бьёрнеборгского лена (современные Турку и Пори). По итогам русско-шведской войны 1808—1809 годов отошли к Российской империи, став самой западной её точкой, до 1815 года.
В XVIII — начале XX в. через Аланды проходил важный почтовый путь из Петербурга в Стокгольм. Его составной частью являлась Почтовая дорога между Стокгольмом и Або, большая часть которой проходила через Аландские острова. С 1809 по 1917 год в Эккеро, на западной оконечности Главного острова, располагалось самое западное почтовое отделение Российской империи (в настоящее время — музей).
Аландские острова играли важную роль в военных действиях на море в ходе Северной войны. В 1718—1719 годах на островах проходил Аландский конгресс, обсуждавший условия завершения Северной войны и закончившийся безрезультатно. 27 июля (7 августа) 1720 здесь, у острова Гренгам, произошёл морской бой между русским и шведским флотами, победа в нём русских значительно ускорила заключение Ништадтского мирного договора 1721 года.
18 марта 1809 года во время русско-шведской войны русский корпус под командованием князя Багратиона занял Аландские острова, которые после окончания войны в составе Великого княжества Финляндского были присоединены к Российской империи.
В 1832 году была начата постройка русской крепости Бомарсунд, вокруг которой вырос гарнизонный город Скарпанс. Во время Крымской (Восточной) войны 1854—1856 годов недостроенная крепость была взята штурмом англо-французским десантом, русский гарнизон взят в плен.
В 1856 году Парижский мирный договор присвоил Аландским островам статус демилитаризованной зоны, который сохраняется по настоящее время. Однако русские воинские части стояли на островах с 1906 по 1917 год. Особенно большим было представительство во время Первой мировой войны, когда возводились укрепления на нескольких островах архипелага.
Новым центром Аландских островов стал Мариехамн (фин. Марианхамина), специально выстроенный в 1861 году с этой целью и до настоящего времени остающийся единственным городом островов. 2 ноября 2011 года в Мариехамне был открыт памятник императрице Марии Александровне, в честь которой назван город.
После Первой мировой войны и провозглашения независимости Финляндии Аландские острова предприняли попытки перейти в состав Швеции, на островах высадились шведские войска, над островами был поднят собственный флаг, состоявший из трёх полос — верхней голубой, средней золотой и нижней голубой. Флаг повторял цвета шведского флага, но располагались они горизонтально.

Флаг Аландских островов 1922 г.

Но эти попытки закончились неудачей. В 1921 году Лига Наций признала принадлежность островов Финляндии, но на правах широкой автономии. Между двумя мировыми войнами острова сохраняли свой демилитаризованный статус. Их ключевое положение в Балтийском море определило то, что одним из условий Соглашения СССР и Финляндии об Аландских островах после советско-финляндской войны 1939—1940 годов было учреждено советское консульство в Мариехамне.
В 1954 году после долгих согласований с финским парламентом и президентом Паасикиви был принят флаг Аландских островов, напоминающий шведский флаг, отличающийся тем, что на аландском флаге поверх золотого шведского креста наложен красный, символизирующий собственно Аланды.
Экономическое развитие островов определялось главным образом их транспортно-географическим положением в узле морских коммуникаций Балтийского моря. Весьма выгодное географическое положение Аландских островов в XVIII—XIX веках с конца XIX века стало терять свою привлекательность, однако в 1960-е годы, после фактического упразднения границ между скандинавскими странами, вновь обрело благоприятный характер, что к началу XXI века привело к высокому уровню экономического благополучия населения.

## Особый статус
После Крымской войны 1853—1856 годов, в ходе которой в 1854 году была захвачена, а позже взорвана крепость Бомарсунд, Аландские острова получили особый статус по Парижскому мирному договору. Впоследствии, после политического кризиса 1917—1921 годов по вопросу государственной принадлежности и статуса островов (так называемого Аландского кризиса), особый автономный статус был подтверждён в 1921 году решением Лиги Наций — Аландской конвенцией.
Аландские острова, согласно Аландской конвенции, являются полностью демилитаризованной территорией (изначально, согласно договору 1856 года — «дефортифицированной»). Здесь нет воинских частей, военно-морских или военно-воздушных баз. Острова имеют статус нейтральной территории и не могут быть вовлечены в театр военных действий в случае вооружённых конфликтов. В отличие от всех остальных граждан Финляндии, жители Аландских островов не призываются на воинскую службу, что сопряжено, впрочем, не с демилитаризованным статусом, а с условиями поддержания языковой и культурной самобытности.
Лишь половина территории самого западного острова архипелага Меркета, имеющего площадь 3,3 га, принадлежит Швеции, что делает его самым маленьким в мире морским островом, разделённым между двумя странами. Из-за того что на шведскую часть острова не распространяется действие конвенции по демилитаризации Аландов, вопрос демаркации границы выходит за рамки двусторонних соглашений Финляндии и Швеции, предполагая (помимо согласия самих Аландов — в силу положения о статусе автономии в составе Финляндии) участие третьих стран — в частности, Великобритании, Германии, Дании, Италии, Польши и Франции.
Некоторые другие особенности островов, связанные с их особым автономным статусом:
- Единственным официальным языком Аландских островов является шведский. Он используется в государственных, региональных и муниципальных учреждениях на территории автономии, а также при коммуникации с центральными органами власти государства. Шведский также является языком обучения в государственных учебных заведениях на островах. С 1970 года введено обязательное изучение финского языка в школах[16].
- На островах существует местное гражданство (швед. Åländsk hembygdsrätt), которое даёт право голосовать и выставлять свою кандидатуру на выборах в местный парламент — Лагтинг, а также иметь в собственности недвижимость на островах и заниматься предпринимательством (смысл этого ограничения состоит в том, чтобы земля на островах оставалась в собственности у местного населения, а не у приезжих и чужеземцев). Отсутствие местного гражданства не является, всё же, препятствием к простому проживанию на территории автономии. Местное гражданство приобретается по рождению (если один из родителей его имеет) либо по ходатайству лица (при условии обладания гражданством Финляндии, проживания на территории автономии не менее пяти лет и удовлетворительного владения шведским языком).
- Статус автономии в составе ЕС регулируется особыми положениями в договоре о присоединении Финляндии к союзу. Так, в вопросах косвенного налогообложения автономия рассматривается как территория третьей стороны.
- С 1970 года острова имеют собственное, отдельное от Финляндии, представительство в Северном совете.
- Местный парламент — Лагтинг (буквально: «законодательное собрание») не подчинён в своих решениях парламенту Финляндии. Рамки компетенции законодательного собрания Аландских островов определяются специальными соглашениями между Аландской автономией и Финляндией о разграничении областей ответственности. Лагтинг осуществляет собственное правовое регулирование, в частности, в таких сферах: образование, культура, защита памятников старины, охрана здоровья и медицинское обслуживание, охрана окружающей среды, внутренний транспорт, местное самоуправление, почтовая служба, радио и телекоммуникация. В этих сферах Аландские острова решают вопросы практически как независимое государство. На законы, принятые Лагтингом, может быть наложено вето Президентом Финляндии, но только в тех случаях, когда Лагтинг вышел за пределы автономии провинции, либо принятый закон несёт угрозу внутренней или внешней безопасности Финляндии. Центральные органы власти Финляндии отвечают за внешнюю политику, гражданское и уголовное право, судоустройство, таможню и государственное налогообложение. Выборы в Лагтинг проходят раз в четыре года (последние выборы состоялись 15 октября 2023 года).
- Аландские острова с 1984 г. выпускают свои собственные почтовые марки.
- Аландские острова имеют специального представителя в парламенте Финляндии.
- Жители провинции освобождены от службы в финской армии, но в случае проживания вне Аландских островов в течение пяти лет утрачивают этот иммунитет[17].
- Аландские острова имеют собственные автомобильные номера, отличающиеся от финских и не имеющие символики ЕС.

Посетивший Аландские острова 15 августа 2012 года президент Финляндии Саули Ниинистё выступил с предложением об обновлении закона 1991 года о самоуправлении архипелага в составе Финляндии.
В 2015 году в финских СМИ автономный статус островов стал активно обсуждаться в связи с сообщениями о потенциальных военных угрозах безопасности островов, особенно со стороны России. Министр обороны Финляндии Юсси Ниинистё в этой связи заявил о готовности защитить Аланды в случае, если на них появятся военнослужащие иностранных государств в военной форме без знаков различия. Во время посещения Аландских островов в середине августа 2015 года президент Финляндии Саули Ниинистё заявил, что разговоры о возрастании военных угроз Аландам не имеют под собой оснований. По его мнению, «в геополитическом положении автономного региона не произошло никаких изменений» и Финляндия будет поддерживать демилитаризацию Аландских островов в мирное время и нейтральный статус автономного региона во время войны. В то же время президент Нийнистё заявил, что «если Швеция захочет помочь Финляндии в реализации обязательств международных договоров, то это — дело Швеции».
На 2021 год «Аландская модель» остаётся всемирно признанным эталоном для предотвращения территориальных конфликтов и разрешения споров национальных меньшинств, а особый статус островов архипелага был, вероятно, самым большим триумфальным достижением Совета Лиги Наций.
В 2024 году, после заявления министерства обороны Российской Федерации об изменении точек отсчёта морской границы от побережья, некоторые политики и военные в Финляндии предложили ремилитаризировать Аландские острова, однако ни население архипелага, ни правительство Финляндии не видит необходимости размещения на архипелаге финских военных. Правительство при этом уделяет внимание планированию на случай непредвиденных обстоятельств. При этом дирекция крупного морского перевозчика между Швецией и Финляндией, компании Viking Line Abp, базирующейся на Аландских островах, внедряет в этом году резервные системы для восстановления критически важных служб на случай, если навигационные системы флота компании будут атакованы.

## Административное деление

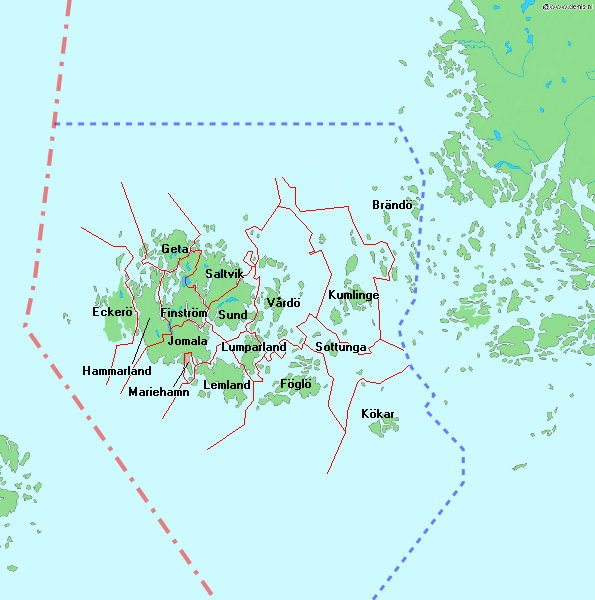
Административное деление Аландов

Административная единица — коммуна. Всего на Аландах — 16 коммун.
| №  | Муниципалитет           | Население, чел. 31.12.2016 | Территория, км² | Территория, км² | Территория, км² | Территория, км² | Плотность, чел./км² суши | Герб |
| №  | Муниципалитет           | Население, чел. 31.12.2016 | Суша            | Озёра           | Море            | Итого           | Плотность, чел./км² суши | Герб |
| -- | ----------------------- | -------------------------- | --------------- | --------------- | --------------- | --------------- | ------------------------ | ---- |
| 1  | Брандё Brändö           | ↗471                       | 107,9           | 0,4             | 1534,8          | 1643,1          | 4,37                     |      |
| 2  | Эккерё Eckerö           | ↘928                       | 107,7           | 1,5             | 643,5           | 752,7           | 8,62                     |      |
| 3  | Финстрём Finström       | ↗2594                      | 123,3           | 6,9             | 42,3            | 172,5           | 21,04                    |      |
| 4  | Фёглё Föglö             | ↗561                       | 135             | 0               | 1734            | 1869,1          | 4,16                     |      |
| 5  | Ета Geta                | ↘499                       | 84,5            | 2,9             | 518,5           | 605,9           | 5,91                     |      |
| 6  | Хаммарланд Hammarland   | ↘1508                      | 138,3           | 1,9             | 1083,9          | 1224,1          | 10,90                    |      |
| 7  | Йомала Jomala           | ↗4757                      | 142,6           | 1,8             | 542,7           | 687,1           | 33,36                    |      |
| 8  | Кумлинге Kumlinge       | ↘308                       | 99,1            | 0,4             | 766,4           | 865,9           | 3,11                     |      |
| 9  | Чёкар Kökar             | ↘246                       | 63,6            | 0,4             | 2101            | 2165            | 3,87                     |      |
| 10 | Лемланд Lemland         | ↗2012                      | 113,2           | 0,9             | 851,2           | 965,3           | 17,77                    |      |
| 11 | Лумпарланд Lumparland   | ↘385                       | 36,4            | 0               | 50,7            | 87,1            | 10,58                    |      |
| 12 | Сальтвик Saltvik        | ↗1839                      | 152,2           | 7,4             | 1006,9          | 1166,5          | 12,08                    |      |
| 13 | Соттунга Sottunga       | ↘96                        | 28              | 0               | 314,4           | 342,4           | 3,43                     |      |
| 14 | Сунд Sund               | ↘1006                      | 108,2           | 4,3             | 71,8            | 184,3           | 9,30                     |      |
| 15 | Вордё Vårdö             | ↘439                       | 101,7           | 0,4             | 470,4           | 572,5           | 4,32                     |      |
| 16 | Мариехамн Mariehamn     | ↗11 565                    | 11,8            | 0               | 9               | 20,8            | 980,08                   |      |
|    | Аландские острова Åland | ↗29 214                    | 1553,2          | 29,5            | 11 741,6        | 13 324,3        | 18,81                    |      |

Административная единица — коммуна. Всего на Аландах — 16 коммун.

| - Брандё - Эккерё - Финстрём - Фёглё | - Ета - Хаммарланд - Йомала - Кумлинге | - Чёкар - Лемланд - Лумпарланд - Мариехамн | - Сальтвик - Соттунга - Сунд - Вордё |

Состоит из 3 регионов: Мариехамн, архипелаг, деревня.

## Население
| Численность населения, чел. | Численность населения, чел. | Численность населения, чел. | Численность населения, чел. | Численность населения, чел. | Численность населения, чел. | Численность населения, чел. | Численность населения, чел. | Численность населения, чел. | Численность населения, чел. | Численность населения, чел. | Численность населения, чел. | Численность населения, чел. | Численность населения, чел. | Численность населения, чел. |
| 1910                        | 1920                        | 1930                        | 1940                        | 1950                        | 1960                        | 1970                        | 1980                        | 1990                        | 2000                        | 2010                        | 2015                        | 2016                        | 2021                        | 2022                        |
| --------------------------- | --------------------------- | --------------------------- | --------------------------- | --------------------------- | --------------------------- | --------------------------- | --------------------------- | --------------------------- | --------------------------- | --------------------------- | --------------------------- | --------------------------- | --------------------------- | --------------------------- |
| 21 356                      | ↘20 423                     | ↘ 19 705                    | ↗ 21 196                    | ↗ 21 690                    | ↘ 20 981                    | ↘ 20 666                    | ↗ 22 783                    | ↗ 24 604                    | ↗ 25 776                    | ↗ 28 007                    | ↗ 28 983                    | ↗ 29 214                    | ↗ 30 129                    | ↗30 344                     |

В 2021 году население Аландских островов составляло 30 344 человек, преимущественно шведскоговорящих. Из них 11 742 человек проживали в единственном городе, столице Аландов, Мариехамне. Город был основан в 1861 году и с тех пор является центром экономической и политической жизни.

## Экономика

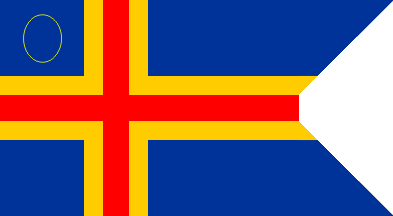
Флаг яхт-клуба Аландских островов

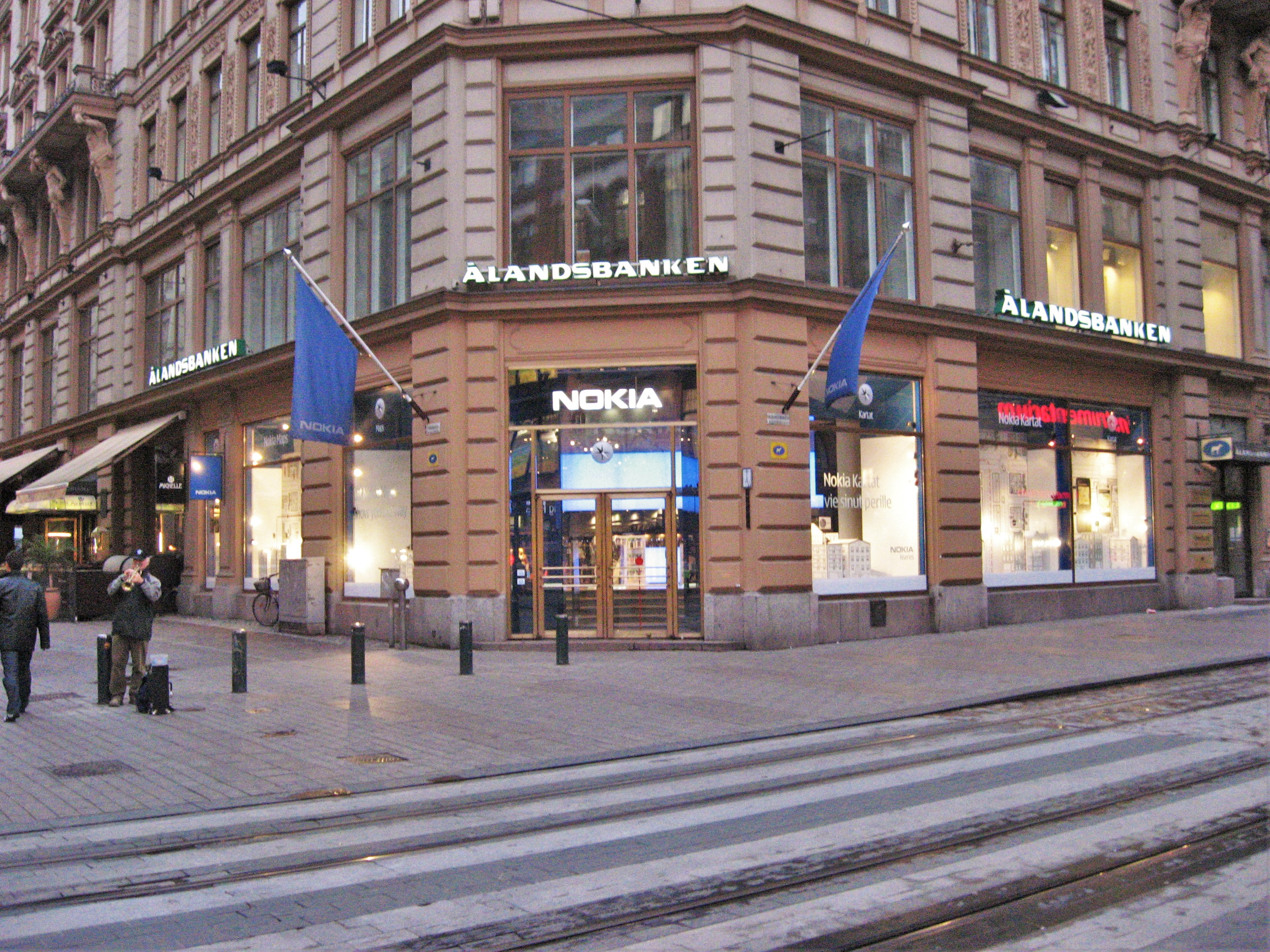
Отделение банка Аландов (Ålandsbanken) в Хельсинки

Основные отрасли: рыболовство, молочное животноводство, туризм (морские курорты).
По ВВП на душу населения в 2017 году регион занимал 2-е место (из 19 регионов) в Финляндии с показателем 40 686 евро на душу населения и был одним из двух регионов (наравне с Уусимаа), где ВВП на душу населения превышал средний по Финляндии.

## Транспорт
Из материковой части Финляндии на Аландские острова можно добраться на регулярно курсирующих небольших паромах компании «Ålandstrafiken» двумя путями:
- «Северный маршрут» начинается из гавани Оснэс города Кустави (Густавс), расположенного в 70 км к западу от города Турку. Отсюда можно попасть на пароме на остров Брандё, а с южной части острова Брандё ходит паром через Кумлинге в порт Хуммельвик (Hummelvik) муниципалитета Вордё (Vårdö). От Хуммельвика до Мариехамна — всего около 40 км.
- «Южный маршрут» начинается из гавани Галтби на острове Корппоо (80 км к юго-западу от Турку), чтобы добраться до этой гавани, нужно преодолеть несколько паромных переправ в архипелаге Турку, все они бесплатны. Из Галтби на пароме, следующем через Чёкар (Kökar) и Фёглё (Föglö), можно добраться до порта Лонгнес в муниципалитете Лумпарланд. От Лонгнеса до Мариехамна — всего около 35 км.

Кроме того, в Мариехамне и Лонгнесе делают остановку паромы компаний «Viking Line» и «Silja Line» на маршрутах Таллин — Стокгольм, Хельсинки — Стокгольм и Турку — Стокгольм (заходят или в Мариехамн, или в Лонгнес).
В Мариехамне располагается единственный на островах аэропорт. Авиасообщение поддерживается со столицей Финляндии (аэропорт Хельсинки-Вантаа) и столицей Швеции (аэропорт Стокгольм-Арланда). Основным авиаперевозчиком до 1 июля 2012 года являлась авиакомпания «Air Åland». В настоящее время[какое?] маршрут Мариехамн — Стокгольм обслуживается авиакомпанией «NextJet», а маршрут Мариехамн — Хельсинки авиакомпанией «Flybe».
Общественный транспорт представлен пятью автобусными маршрутами по Главному острову, на которых работают автобусы компании «Ålandstrafiken». Начальным пунктом всех автобусных маршрутов является Мариехамн. При этом проезд на автобусе в пределах Мариехамна много лет (до 1 июня 2013) являлся бесплатным абсолютно для всех, но в силу незначительности внутригородских расстояний это не имеет большого значения.

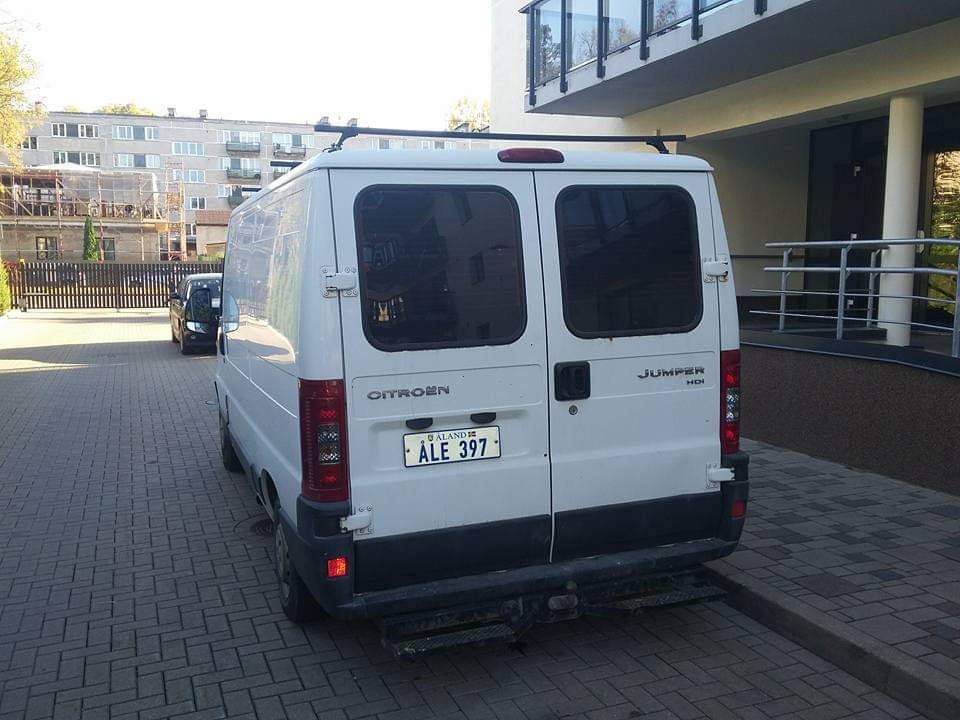
Автомобиль с аландским номерным знаком в Риге

## Достопримечательности
- Кастельхольм — средневековый замок в коммуне Сунд
- Бомарсунд — русская крепость XIX века (в руинах)
- Эккерё (традиционная транслитерация — Эккеро) — самая западная почта Российской Империи в 1809—1917 годах[35]
- Тюрьма Вита Бьорн — бывшая тюрьма в коммуне Сунд, построена более 200 лет назад.

## Фотогалерея

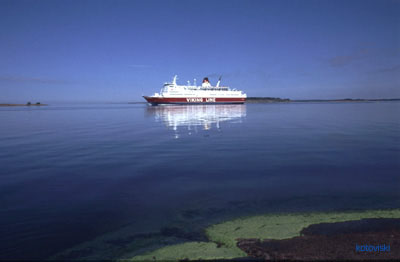
Паром Viking Line в архипелаге.
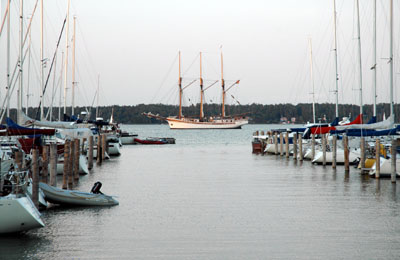
Восточная гавань Мариехамна. В центре парусник «Линден».
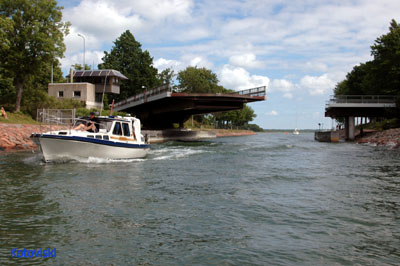
Лемстрёмский канал
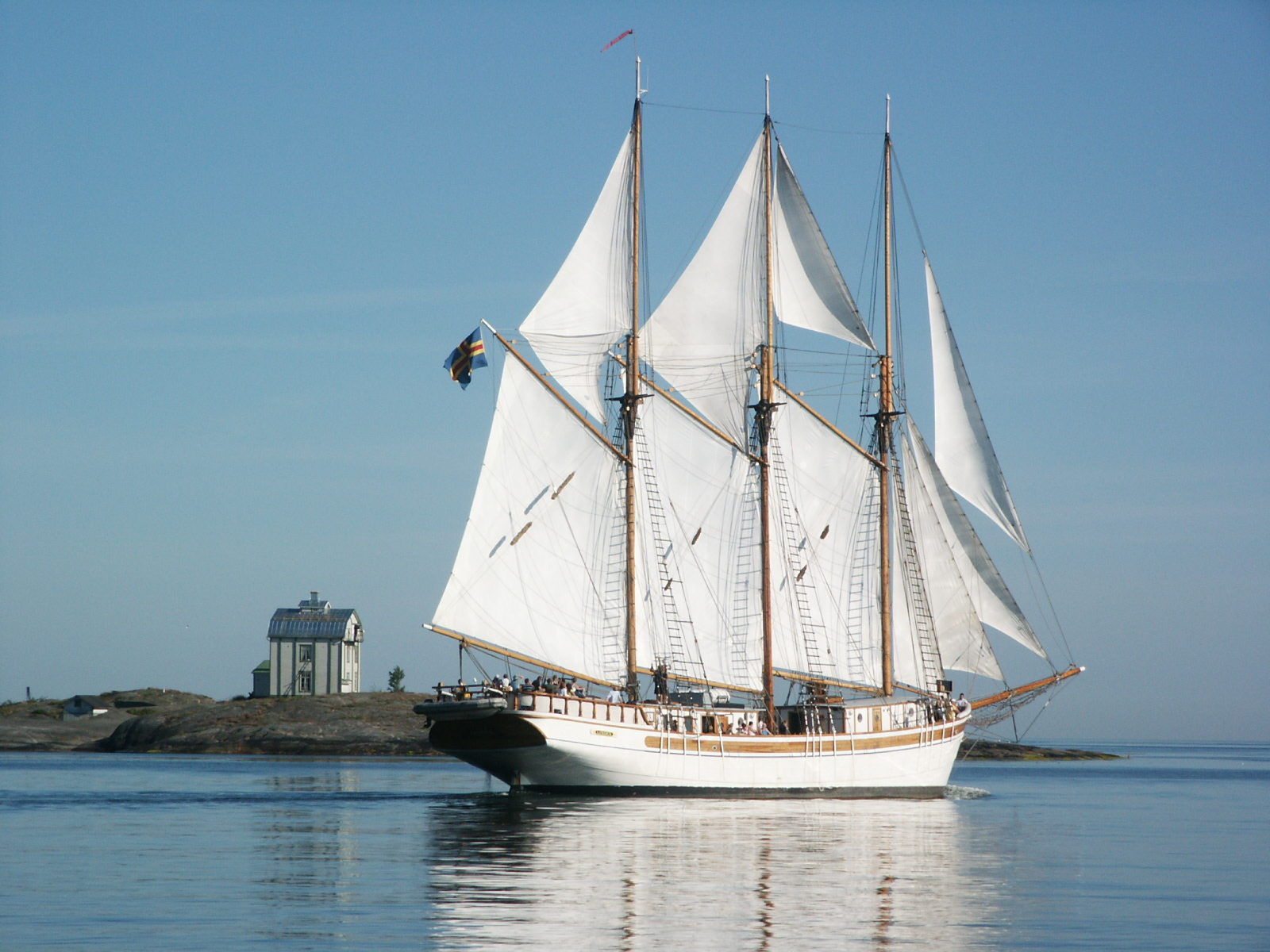
Шхуна «Линден» у Мариехамна
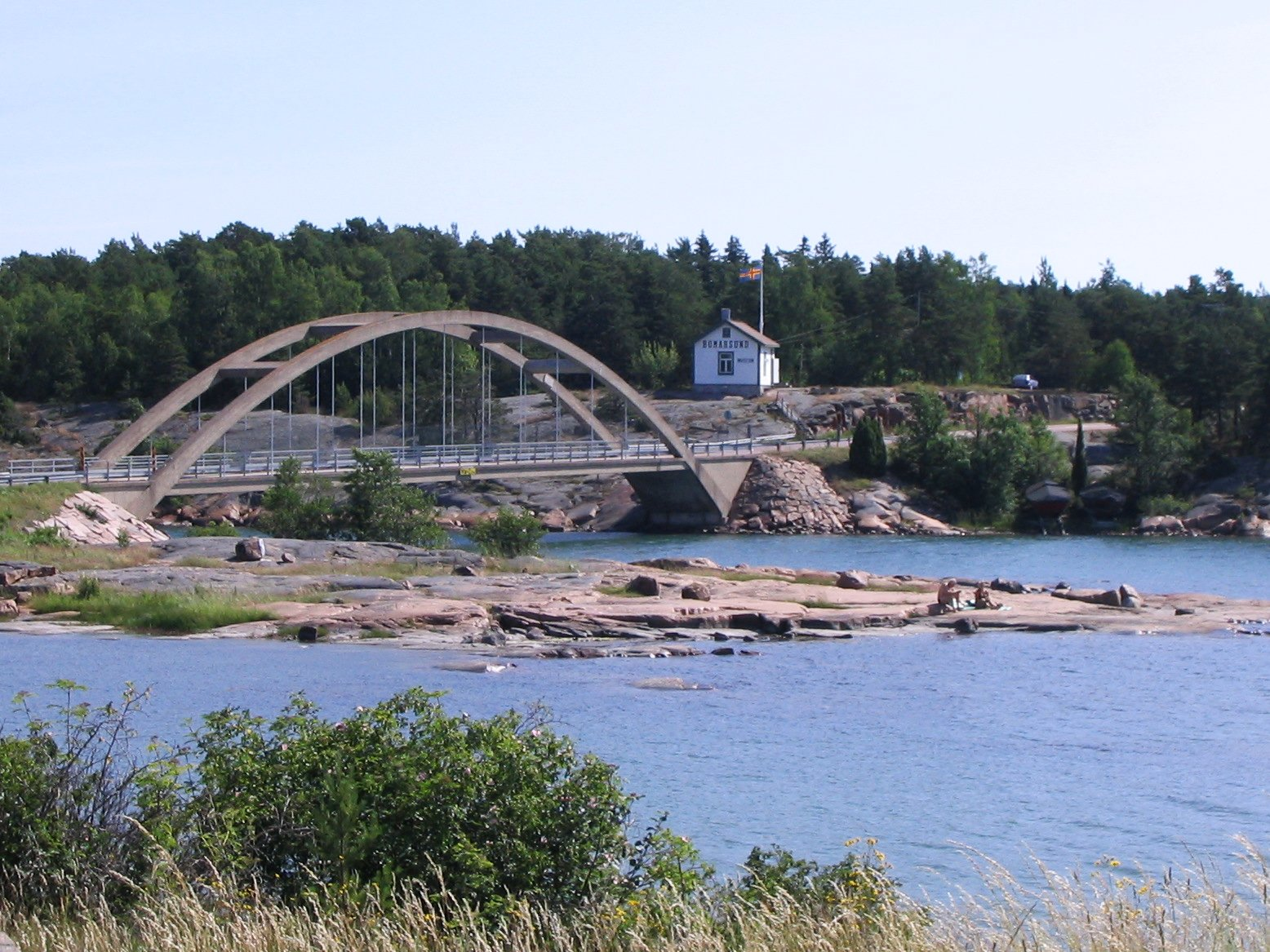
Мост на остров Престё в коммуне Сунд
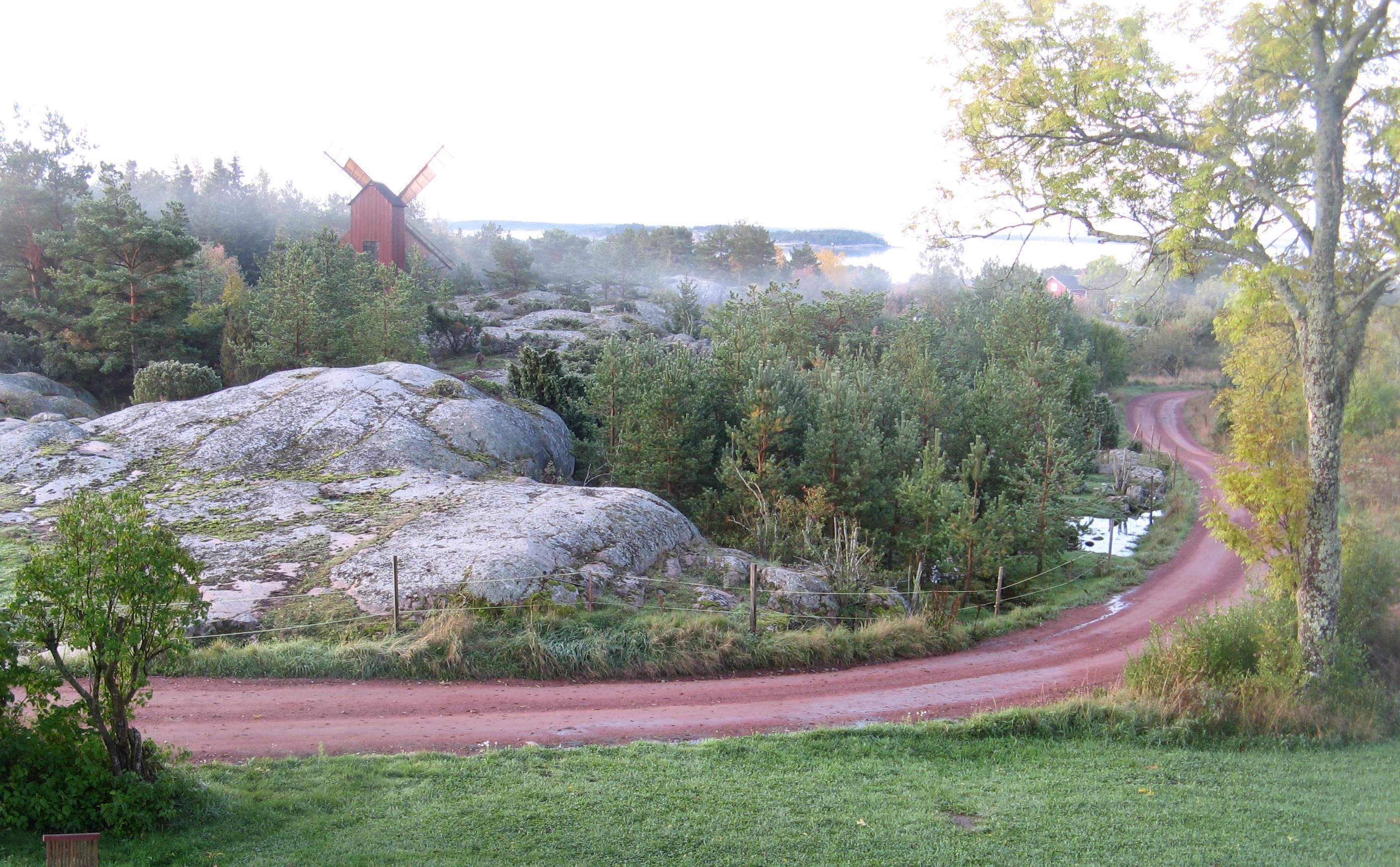
Утренний пейзаж в Эстра Симшела (Вордё)
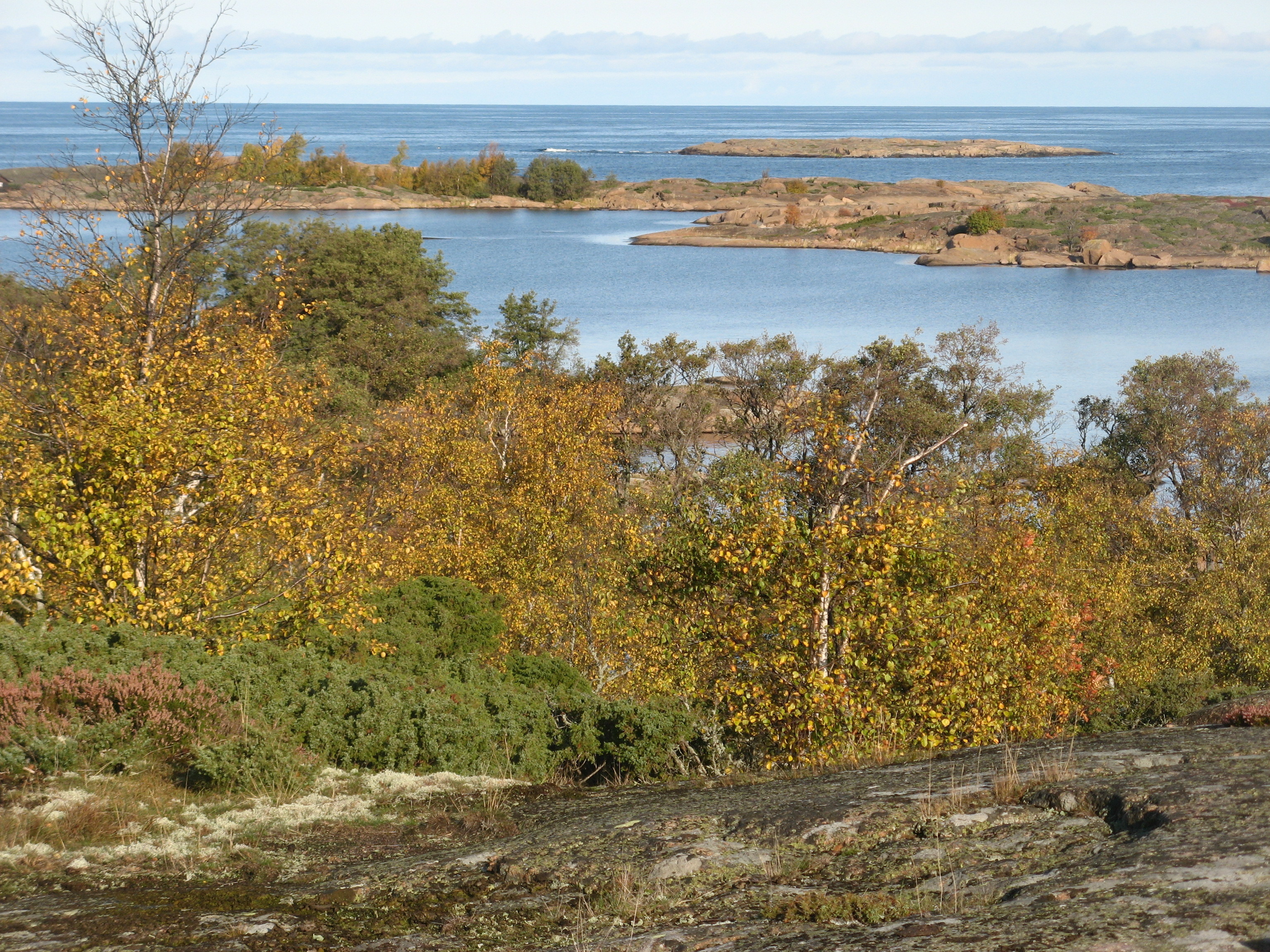
Вид с Ведершер (Вордё)
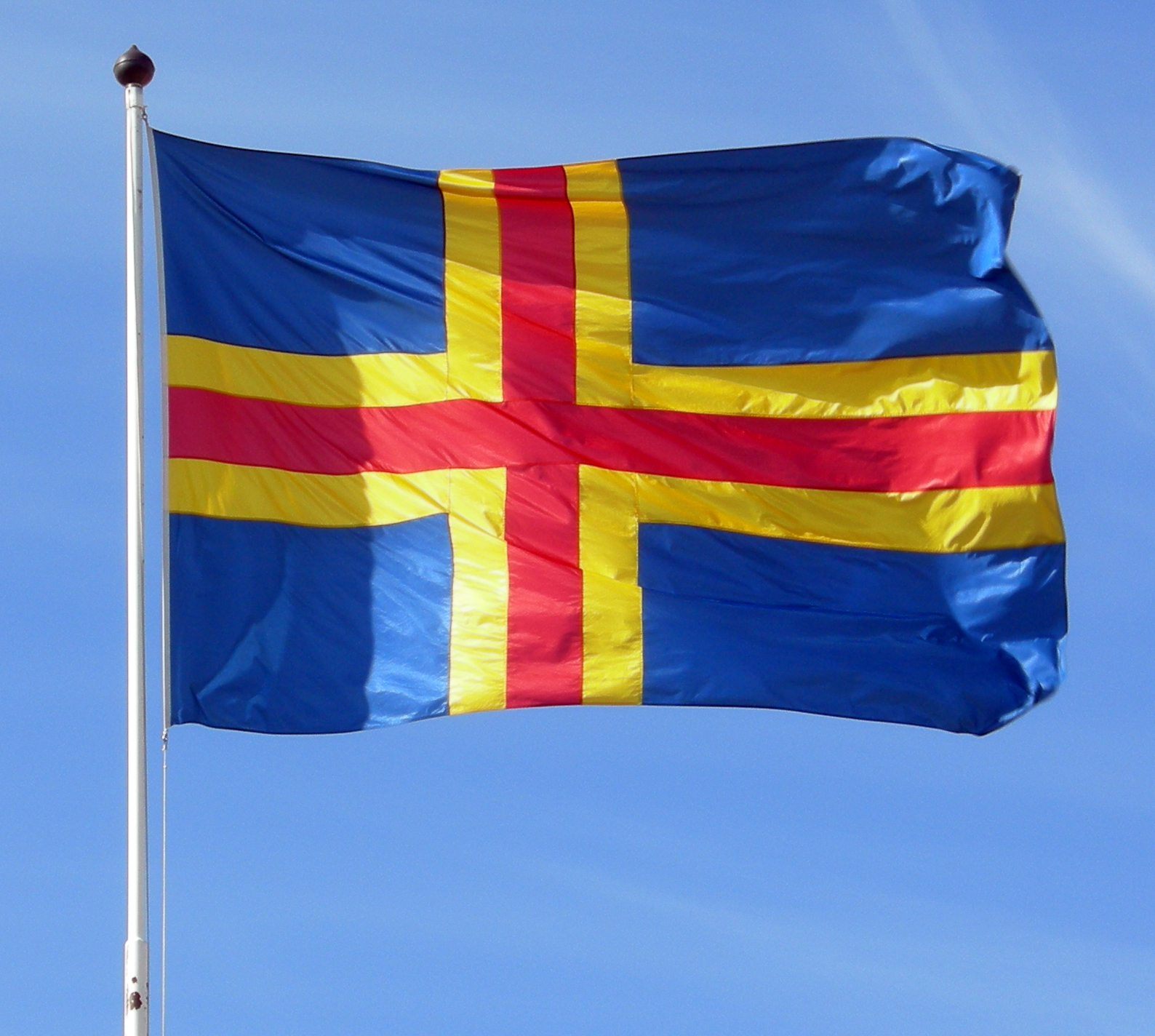
Флаг Аландских островов